# 布施麻理亜
布施 麻理亜（ふせ まりあ、2009年11月10日 - ）は、日本の女性子役。NEWSエンターテインメント所属。のちに退所している。現在は芸能活動をしておらず、普通の中学3年生である．英検,漢検ともに中学2年生で取得している。英語・日本語・ロシア語を話すトリリンガルである。

## 人物
母親はロシア出身。日本語、英語、ロシア語が話せる、トリリンガルである。趣味は雑学調べで、知り尽くすことが夢である。

## 出演

### テレビ番組
- 天才てれびくんhello,（2021年4月5日 - 2023年3月29日、NHK Eテレ）[1]
- 池上彰VS天才キッズ〜忖度なしの疑問に答えます〜。（2021年8月27日、テレビ東京）[2]

### CM
- セガトイズ マスクック（2021年3月 - ）